# Prince étranger
Prince étranger et princesse étrangère était une dignité de la cour de France sous l'ancien Régime. Cette dignité était accordée par le roi aux membres de dynasties souveraines étrangères ou de familles nobles prétendant à la souveraineté et résidant habituellement en France.

## Histoire
Selon Robert Oresko, la dignité de prince étranger à la cour de France a été créée par François Ier dans le cadre d'une stratégie diplomatique visant à attirer des princes cadets d'autres dynasties européennes en France. Pour Guy Antonetti, cette approche doit être complétée par le désir du roi de rehausser sa propre généalogie en concédant des honneurs princiers aux membres de familles auxquelles appartenaient ses propres aïeules, même si ces familles n'étaient pas réellement souveraines.
Dans un premier temps, la dignité des princes étrangers était reconnue par l'octroi de duchés et de pairies, mais elle devint ensuite un rang spécifique, distinct de celui des ducs et pairs. Ce rang constituait, au sein des privilèges normalement accordés aux princes du sang, un rôle particulier dans les relations diplomatiques et accordait les Honneurs du Louvre à tous les membres de ce type de famille princière étrangère. Par contre, il n'entrainait l'octroi d'aucune place dans les institutions : à la différence des ducs et pairs qui eux siégeaient au parlement de Paris.

## Familles de princes étrangers
- Maison de La Marck : Engelbert de La Marck, naturalisé en France en 1476, comte de Nevers et pair de France en 1505[2]. Le comte de Nevers était un cadet de la famille ducale de Clèves, dans le Saint Empire romain germanique. La famille de Clèves-Nevers s'éteint en ligne masculine en 1564 et en ligne féminine en 1633.
- Maison de Gonzague : Louis de Gonzague, époux en 1565 d'Henriette de La Marck, héritière de Nevers[2]. Le comte de Nevers était un cadet de la famille ducale de Mantoue, en Italie. Leurs descendants obtiennent le trône de Mantoue après la guerre de Succession de Mantoue.
- Maison de Guise : Claude de Lorraine, naturalisé en France en 1506, duc de Guise et pair de France en 1527[2]. Le duc de Guise était un cadet de la famille ducale de Lorraine, dans le Saint Empire romain germanique. La famille de Guise se divise en plusieurs branches, dont la dernière s'éteint en 1825.
- Maison de Savoie. La famille ducale de Savoie est une famille souveraine au sein du Saint Empire romain germanique.
  - Branche de Nemours : Philippe de Savoie, oncle de François Ier, duc de Nemours et pair de France en 1528[2]. La branche s'éteint en ligne masculine en 1659 et en ligne féminine en 1724.
  - Branche de Carignan : Thomas de Savoie, prince de Carignan, époux en 1625 de Charlotte de Bourbon-Soissons[2]. La branche de Carignan se réinstalle dans les territoires de la maison de Savoie à la fin des années 1730.
- Maison de Luxembourg. La famille de Luxembourg est une ancienne famille impériale du Saint Empire romain germanique.
  - Branche de Penthièvre : Sébastien de Luxembourg, vicomte de Martigues, duc de Penthièvre et pair de France en 1569[2]. Sa fille Marie, morte en 1623, est la dernièrehéritière des Luxembourg-Penthièvre.
  - Branche de Piney : François de Luxembourg, duc de Piney en 1576 et pair de France en 1581[2]. La branche s'éteint en ligne masculine en 1616 et en ligne féminine en 1680.
- Maison de La Tour d'Auvergne : Henri de La Tour d'Auvergne, duc de Bouillon, muni d'un brevet pour avoir rang au-dessus des ducs et pairs en 1607. Ses fils reçoivent des brevets de princes étrangers en 1647, 1649 et 1652[2]. Le statut de prince étranger vient de la souveraineté des La Tour sur le duché de Bouillon et la principauté de Sedan, mais surtout, si l'on suit Guy Antonetti, de leurs liens familiaux avec la famille royale. Le titre de prince étranger est retiré à Godefroy-Maurice de La Tour d'Auvergne par un jugement du Parlement de Paris, en 1710, qui condamne son frère le cardinal Emmanuel-Théodose de La Tour d'Auvergne pour félonie[3]. La famille de La Tour d'Auvergne s'est éteinte en 1792 en ligne masculine et en 1793 en ligne féminine.
- Maison de La Trémoille : Henri III de La Trémoille, duc de Thouars, muni d'un brevet de prince étranger en 1651[2]. Le statut de prince étranger vient de l'ascendance d'Anne de Laval, unique petite-fille de Frédéric d'Aragon, roi détrôné de Naples.
- Maison de Rohan : François de Rohan, prince de Soubise, muni d'un brevet de prince étranger en 1667[2]. Le statut de prince étranger vient de l'ascendance supposée des rois de Bretagne, ainsi que des liens familiaux avec la famille royale. La famille de Rohan est toujours subsistante, mais a adopté depuis la Révolution la nationalité autrichienne.

## Familles qui n'obtinrent pas le rang de princes étrangers
- Famille de Beauvau : cette famille angevine comptait une alliance directe avec la famille royale, par Isabelle de Beauvau, épouse de Jean VIII de Bourbon-Vendôme et ancêtre directe d'Henri IV, mais sa carrière menée au service des ducs de Lorraine fit qu'elle ne prétendit pas au titre de prince étranger. Ils reçurent néanmoins le titre de « cousin du roi » en 1745[2].
- Famille de La Rochefoucauld : cette famille angoumoise prétendit au rang de prince étranger, sans l'obtenir. Ils reçurent néanmoins le titre de « cousin du roi »[2].
- Famille de Melun : Anne de Rohan-Chabot, veuve du prince d'Épinoy, chercha à faire bénéficier son fils Louis Ier de Melun du titre de prince étranger, sans l'obtenir[2].
- Famille de Montmorency-Luxembourg : le maréchal de Luxembourg, issu d'une puissante famille de l'Île-de-France, était l'époux de la dernière héritière de la famille de Luxembourg-Piney. Il obtint la succession du titre ducal, mais pas la dignité de prince étranger[2].
- Famille de Rouvroy de Saint-Simon : selon le mémorialiste Louis de Saint-Simon, son père, Claude de Saint-Simon, se serait vu offrir le rang de prince étranger en raison de sa descendance supposée des comtes de Vermandois[4]. La proposition est peu vraisemblable, Saint-Simon voulant par là manifester la supériorité de sa famille sur celle de Rohan[2].

## Sources
1. ↑  R. Oresko, « Prince étranger » in L. Bély dir., Dictionnaire de l'Ancien Régime, Paris, 1996, p. 1019-1020
2. 1 2 3 4 5 6 7 8 9 10 11 12 13 14 15 16 17  G. Antonetti, « Les Princes étrangers » in J.-P. Bardet, D. Dinet, J.-P. Poussou et M.-C. Vignal dir., Etat et société en France aux XVIIe et XVIIIe siècles, Paris, 2000, p. 33-61.
3. ↑  Martin Wrede, « Autonomie nobiliaire, mémoire familiale et pouvoir du souverain sous Louis XIV », Revue historique, 2013/3 (n° 667), p.  575-600.
4. ↑  G. Poisson, Monsieur de Saint-Simon, Paris, 1996